# Tom Rosander
Tom Olof Torsten Rosander, född 10 juni 1935 i Karlskrona, är en svensk arkitekt.
Rosander, som är son till kommendörkapten Torsten Rosander och Britta Themptander, avlade studentexamen i Stockholm 1954 och utexaminerades från Kungliga Tekniska högskolan 1960. Han blev arkitekt på Eglers stadsplanebyrå 1958, biträdande länsarkitekt i Gotlands län 1962, extra ordinarie avdelningsdirektör i Statens planverk 1967 och sedermera generalplanearkitekt i Västerås kommun. Han har därefter drivit egen verksamhet i Develop Projekt AB och Tom Rosander Projektutveckling AB.